# Římskokatolická farnost Liběšice u Žatce
Římskokatolická farnost Liběšice u Žatce (lat. Liebeschicium) je církevní správní jednotka sdružující římské katolíky na území obce Liběšice a v jejím okolí. Organizačně spadá do lounského vikariátu, který je jedním z 10 vikariátů litoměřické diecéze. Centrem farnosti je kostel sv. Martina a Navštívení Panny Marie v Liběšicích u Žatce.

## Historie farnosti
Farnost byla zřízena před rokem 1359. Od husitských válek až do roku 1644 chybí písemné prameny k vývoji farnosti. Od roku 1644 jsou vedeny matriky.

### Duchovní správcové vedoucí farnost

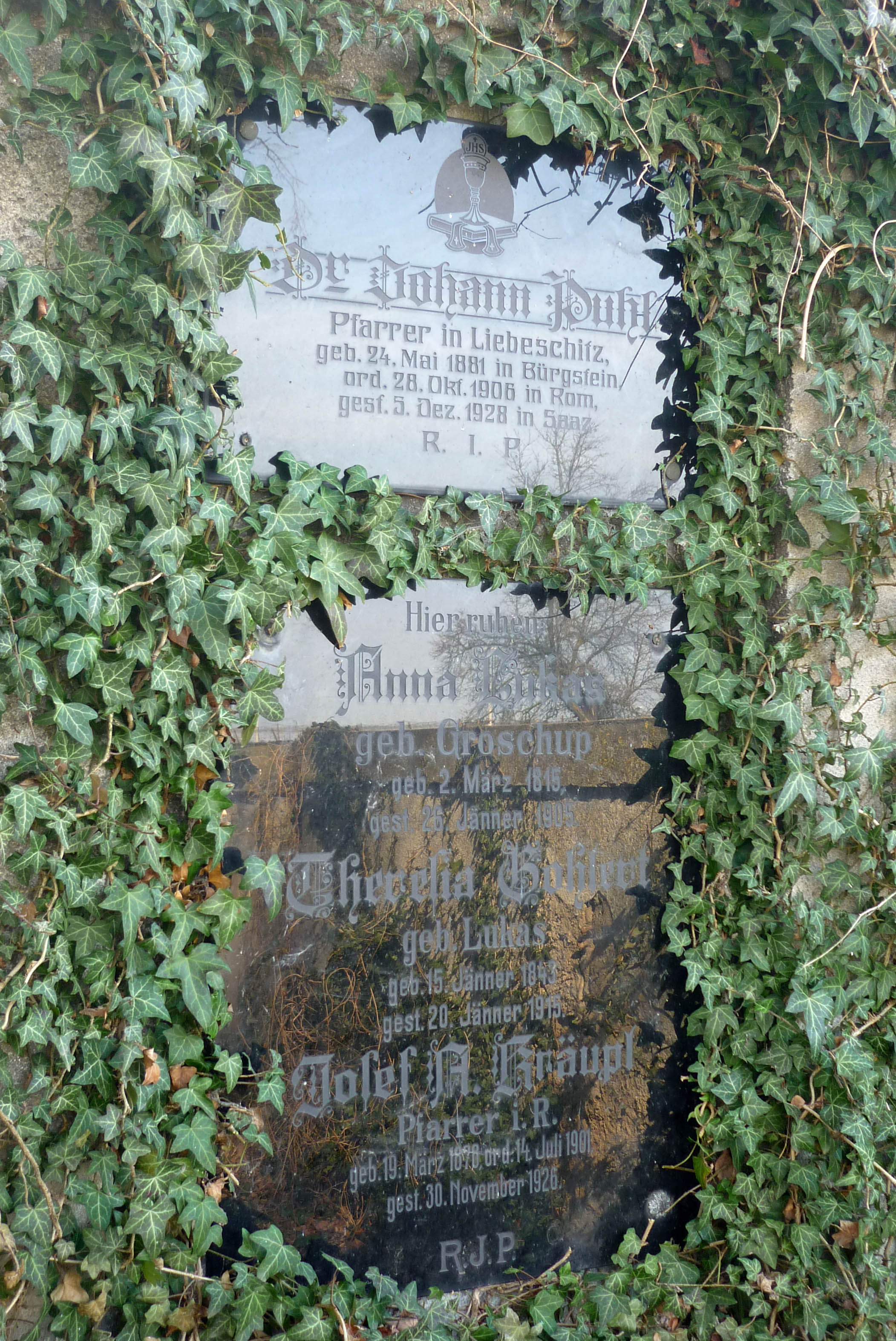
Náhrobní deska se jménem faráře Dr. Johanna Puhla na liběšickém hřbitově

Začátek působnosti jmenovaného v duchovní správě farnosti od:
- 1644 Andr. Rana
- 1645 Franc. C. Nettwigius de Edelstein
- 1649 Mich. Adalb. Paternus
- 1658 Ioann. Ludovic. Angularis
- 1660 Nikolaus Paternus
- 1705 Franc. C. Unger
- 1716 Georg. Jos. Saar, † 10. 11. 1724
- 1725 Dan. Krube, † 16. 2. 1728
- 1728 Jac. Patek, † 19. 12. 1738
- 1739 Jac. Kletschka
- 1785 Maximil. Kreützberger, † 8. 2. 1808
- 1809 Car. Kleeh, nar. 3. 5. 1783 Klitschinens, o. 31. 8. 1807, † 19. 2. 1837
- 1838 Wenc. Richter, nar. 12. 2. 1810 České Zlatníky, o. 3. 8. 1833
- 1844 Anton. Lehmann, nar. 13. 4. 1792 Joachimsdorf, o. 15. 8. 1816, † 3. 11. 1869
- 1869 par. vacat,[p 2] admin. interc. Franc. Urban
- 1870 Franc. Urban, nar. 28. 4. 1829 Tepley, o. 25. 7. 1853, † 3. 12. 1904
- 1894 par. vacat,[p 2] admin. interc. Franc. Iška
- 1895 Jos. Lukas, nar. 17. 3. 1845 Grosslippen, o. 25. 7. 1871, † 2. 6. 1925
- 1916 Joan. Puhl, nar. 24. 5. 1881 Sloup, o. 28. 10. 1906, † 5. 12. 1928
- 1929 par. vacat,[p 2] admin. interc. Franc. Storch
- 1930 Franc. Storch, nar. 22. 3. 1896 Šluknov, o. 1. 7. 1923
- 1. 5. 1946 Karel Kunze
- 1. 10. 1946 Antonín Janča
- 1. 1. 1952 Josef Just
- 1. 10. 1963 Ignác Stodůlka
- 1. 8. 1964 František Kolář
- 1. 5. 1969 Jiří Kabát CSsR, admin.
- 1. 6. 1977 Jaroslav Saller CSsR, admin.
- 1999 Ivan Marek Záleha, O.Praem., admin.
- 1. 9. 2001 Vilém Marek Štěpán, O.Praem., admin.; od 7. 2. 2018 farář[3]

Kromě kněží stojících v čele farnosti, působili ve farnosti v průběhu její historie i jiní kněží. Většinou pracovali jako farní vikáři, kaplani, katecheté, výpomocní duchovní aj.

## Území farnosti

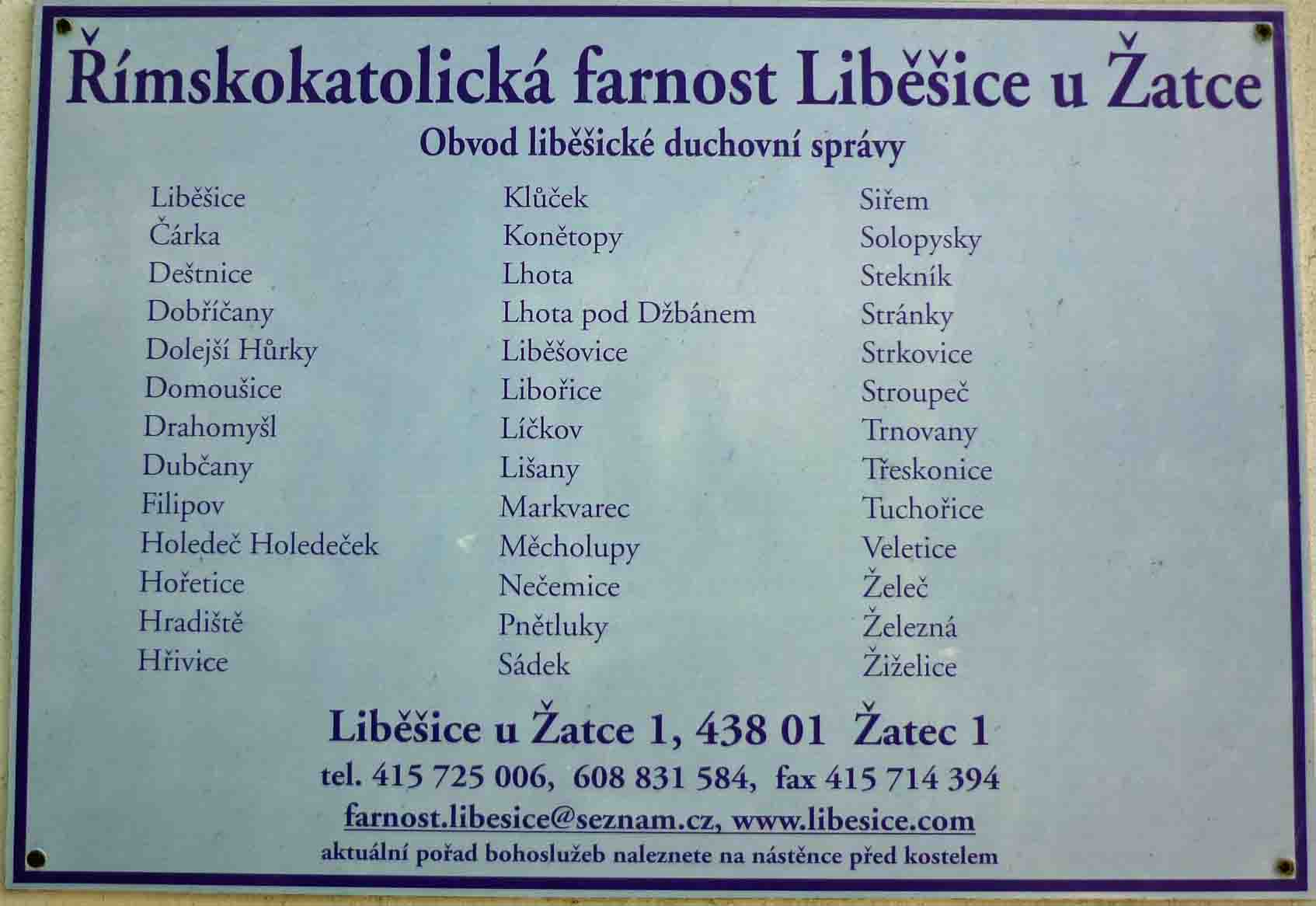
Panel na farnosti Liběšice se seznamem obcí, které patří do kolatury farnosti Liběšice.

Do farnosti náleží území obce:
- Dobříčany (Dobritschan)[p 3]
- Drahomyšl (Drahomischl)[p 3]
- Dubčany (Dubschan)[p 3]
- Kluček (Klutschkau)[p 3]
- Liběšice (Liebeschitz,[2] Libeschitz[4])[p 3]
- Líčkov (Litschkau)[p 3]
- Trnovany (Trnowan)[p 3]
- Třeskonice (Trzeskonitz)[p 3]
- Tuchořice (Tuchorschitz)[p 3]

## Římskokatolické sakrální stavby na území farnosti
| | Fotografie | Stavba                                      | Místo        | Bohoslužby                      | Zeměpisné souřadnice             | Status            | Číslo kulturní památky           |
| Kostely | Kostely    | Kostely                                     | Kostely      | Kostely                         | Kostely                          | Kostely           | Kostely                          |
| --- | ---------- | ------------------------------------------- | ------------ | ------------------------------- | -------------------------------- | ----------------- | -------------------------------- |
| 1. |            | Kostel sv. Martina a Navštívení Panny Marie | Liběšice     | bližší informace o bohoslužbách | 50°17′35″ s. š., 13°37′19″ v. d. | farní kostel      | 43189/5-1228 (Pk•MIS•Sez•Obr•WD) |
| 2. |            | Kostel Narození Panny Marie                 | Dobříčany    | bližší informace o bohoslužbách | 50°18′16″ s. š., 13°36′21″ v. d. | filiální kostel   | —                                |
| Oratorium |            |                                             |              |                                 |                                  |                   |                                  |
| 3. |            | Kaple Svaté Rodiny                          | Liběšice     | bližší informace o bohoslužbách | 50°17′37″ s. š., 13°37′21″ v. d. | oratorium         | —                                |
| 4. |            | Kaple sv. Anny                              | Zámek Líčkov | bližší informace o bohoslužbách | 50°16′42″ s. š., 13°37′29″ v. d. | zámecké oratorium | 42829/5-1248 (Pk•MIS•Sez•Obr•WD) |
| Kaple |            |                                             |              |                                 |                                  |                   |                                  |
| 5. |            | Kaple Nejsvětějšího Srdce Ježíšova          | Dubčany      | bližší informace o bohoslužbách | 50°17′54″ s. š., 13°38′ v. d.    | kaple             | —                                |
| 6. |            | Kaple Nanebevzetí Panny Marie               | Tuchořice    | bližší informace o bohoslužbách | 50°17′21″ s. š., 13°39′11″ v. d. | kaple             | —                                |
| 7. |            | Kaple Panny Marie Sedmibolestné             | Trnovany     | bližší informace o bohoslužbách |                                  | kaple             | —                                |
| 8. |            | Kaple Panny Marie (sv. Norberta)            | Kluček       | bližší informace o bohoslužbách | 50°16′58″ s. š., 13°36′8″ v. d.  | kaple             | —                                |
| 9. |            | Kaple                                       | Drahomyšl    | bohoslužba příležitostně        | 50°18′40″ s. š., 13°38′52″ v. d. | obecní kaple      | —                                |
| 10. |            | Kaple                                       | Líčkov       | bohoslužba příležitostně        | 50°16′34″ s. š., 13°37′37″ v. d. | obecní kaple      | —                                |
| 11. |            | Kaple                                       | Tuchořice    | bohoslužba příležitostně        | 50°17′5″ s. š., 13°39′47″ v. d.  | obecní kaple      | —                                |
| Některé drobné sakrální stavby a pamětihodnosti lze dohledat zde v databázi Drobné sakrální památky Zaniklé sakrální stavby lze dohledat zde v databázi Poškozené a zničené kostely, kaple a synagogy v České republice |            |                                             |              |                                 |                                  |                   |                                  |

Ve farnosti se mohou nacházet i další drobné sakrální stavby, místa římskokatolického kultu a pamětihodnosti, které neobsahuje tato tabulka.

## Farní obvod
Z důvodu efektivity duchovní správy byl vytvořen farní obvod (kolatura) sestávající z přidružených farností spravovaných excurrendo z Liběšic u Žatce. Jsou jimi farnosti:
1. Domoušice
2. Holedeček
3. Hořetice
4. Hradiště
5. Hřivice
6. Libořice
7. Měcholupy
8. Nečemice
9. Soběchleby
10. Velká Černoc
11. Želeč

## Galerie

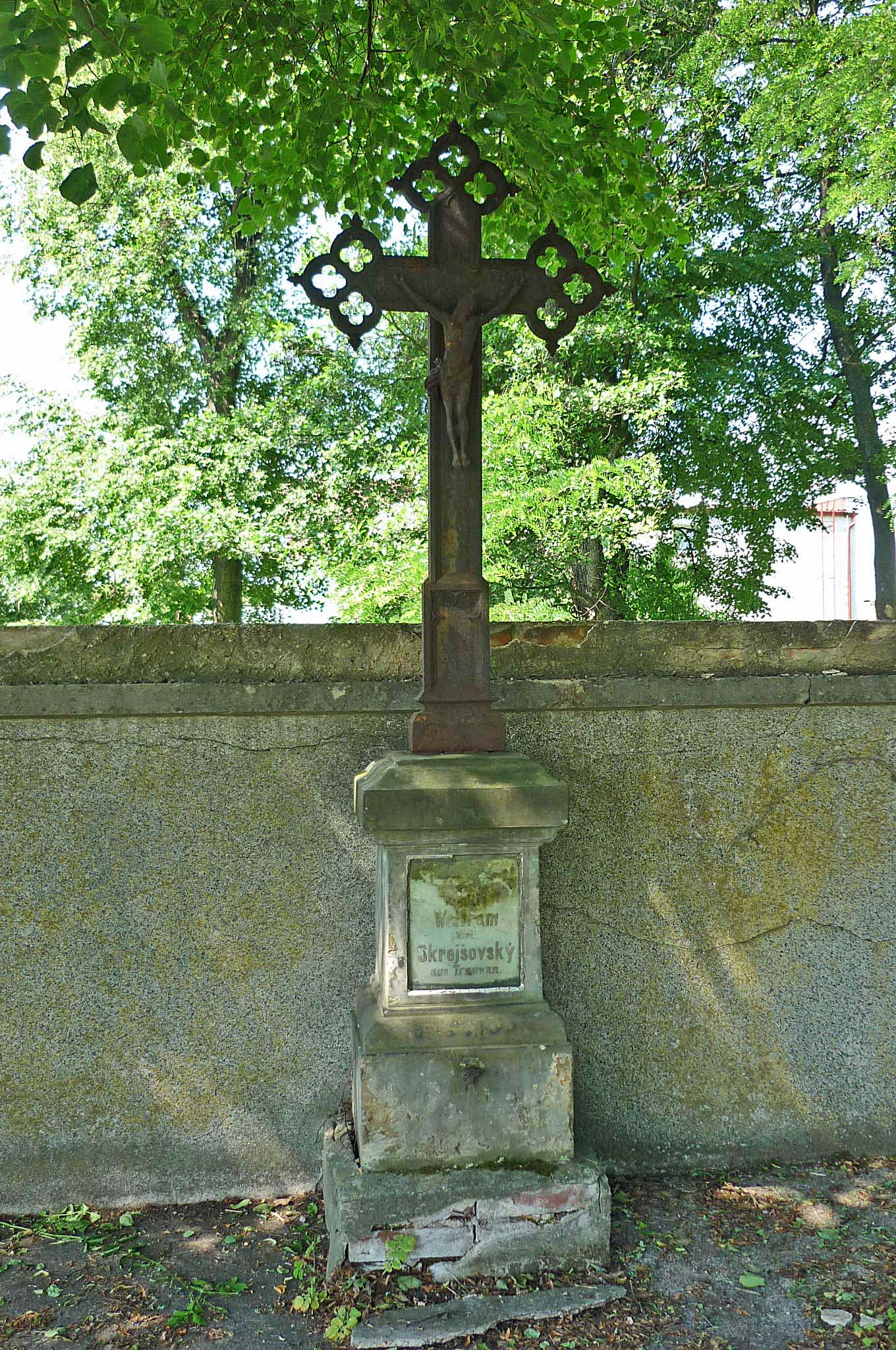
Kříž u hrobu J.S. Skrejšovského
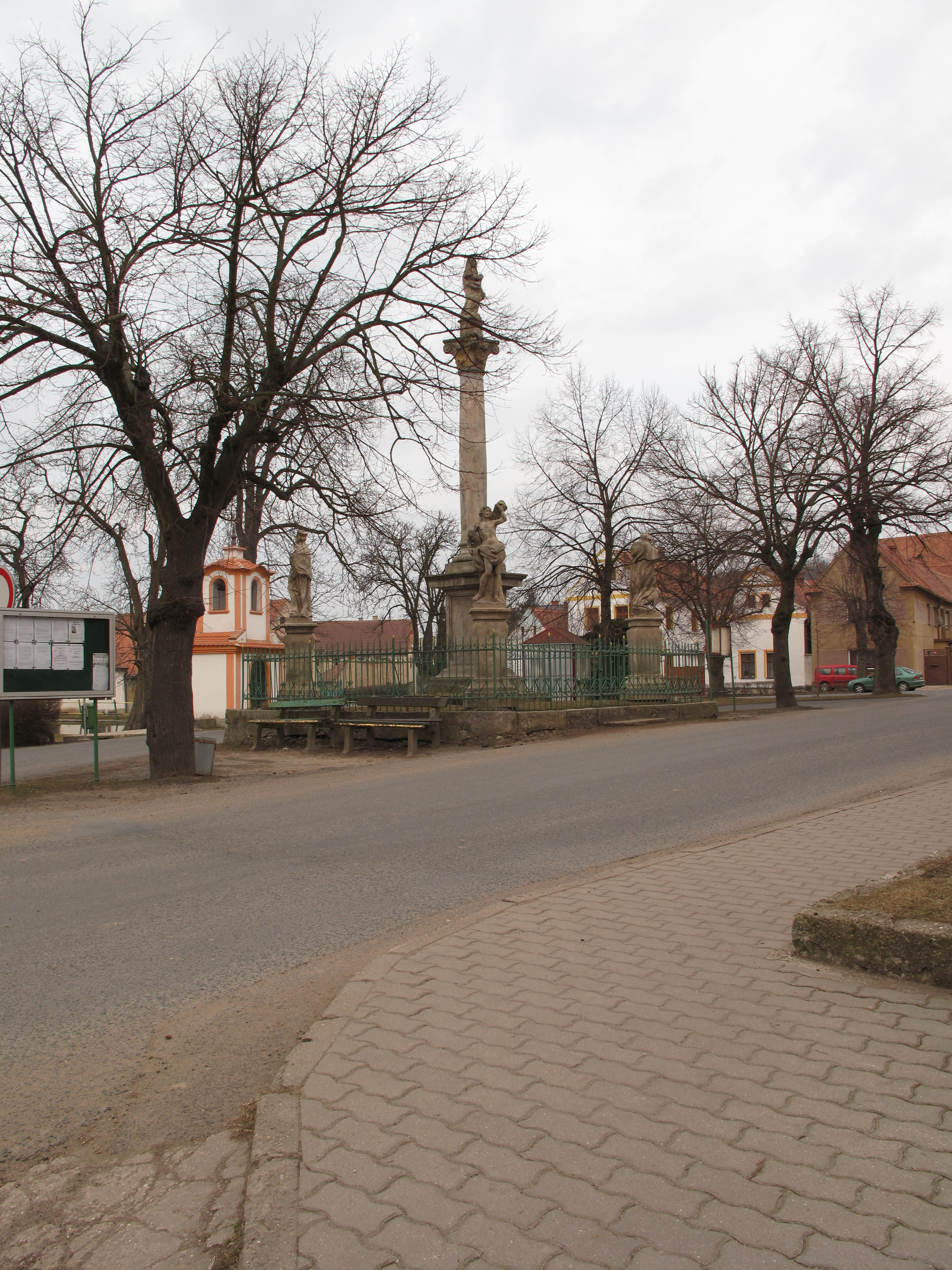
Celkový pohled na morový sloup a kapličku v Tuchořicích
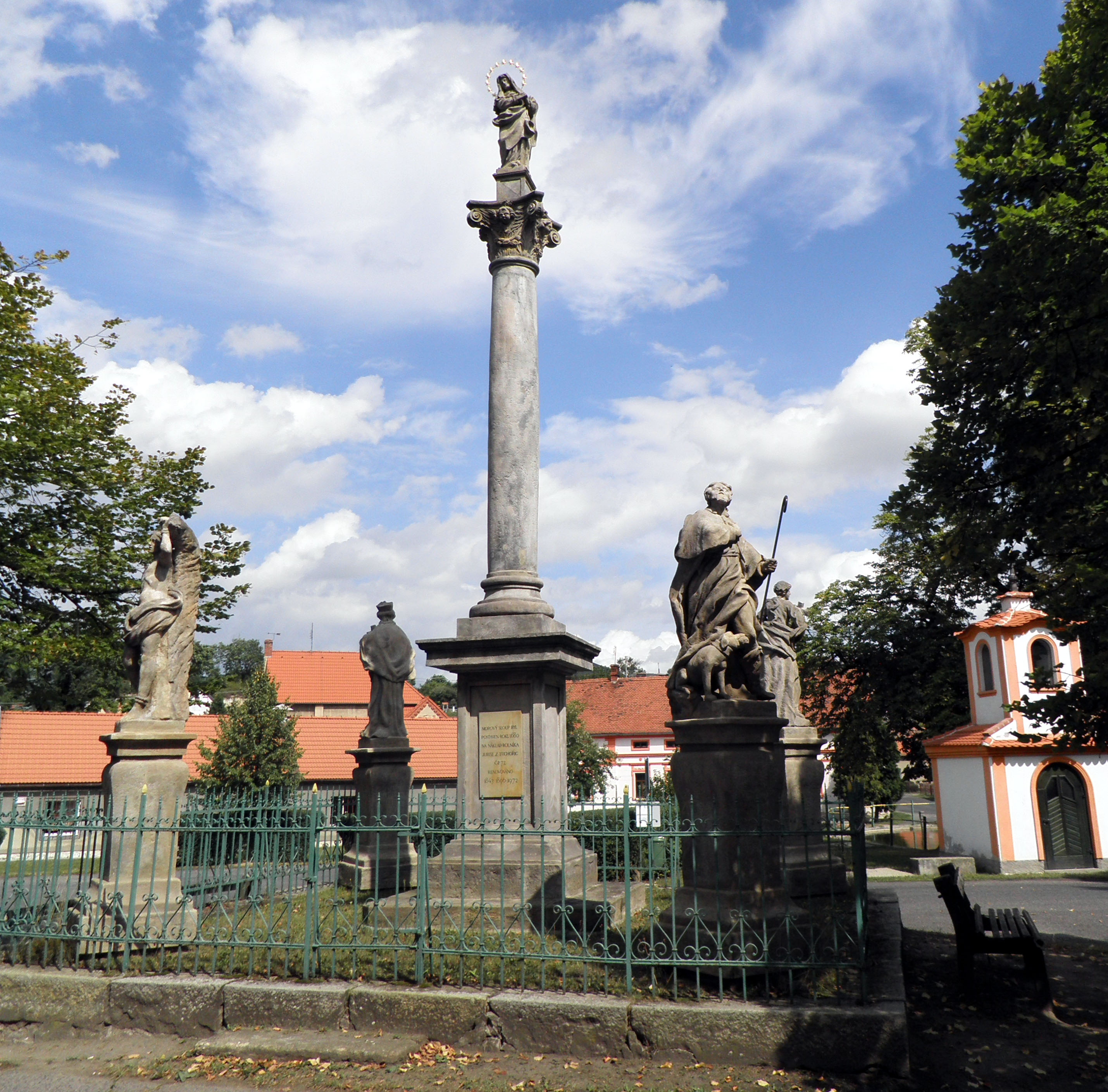
Morový sloup v Tuchořicích
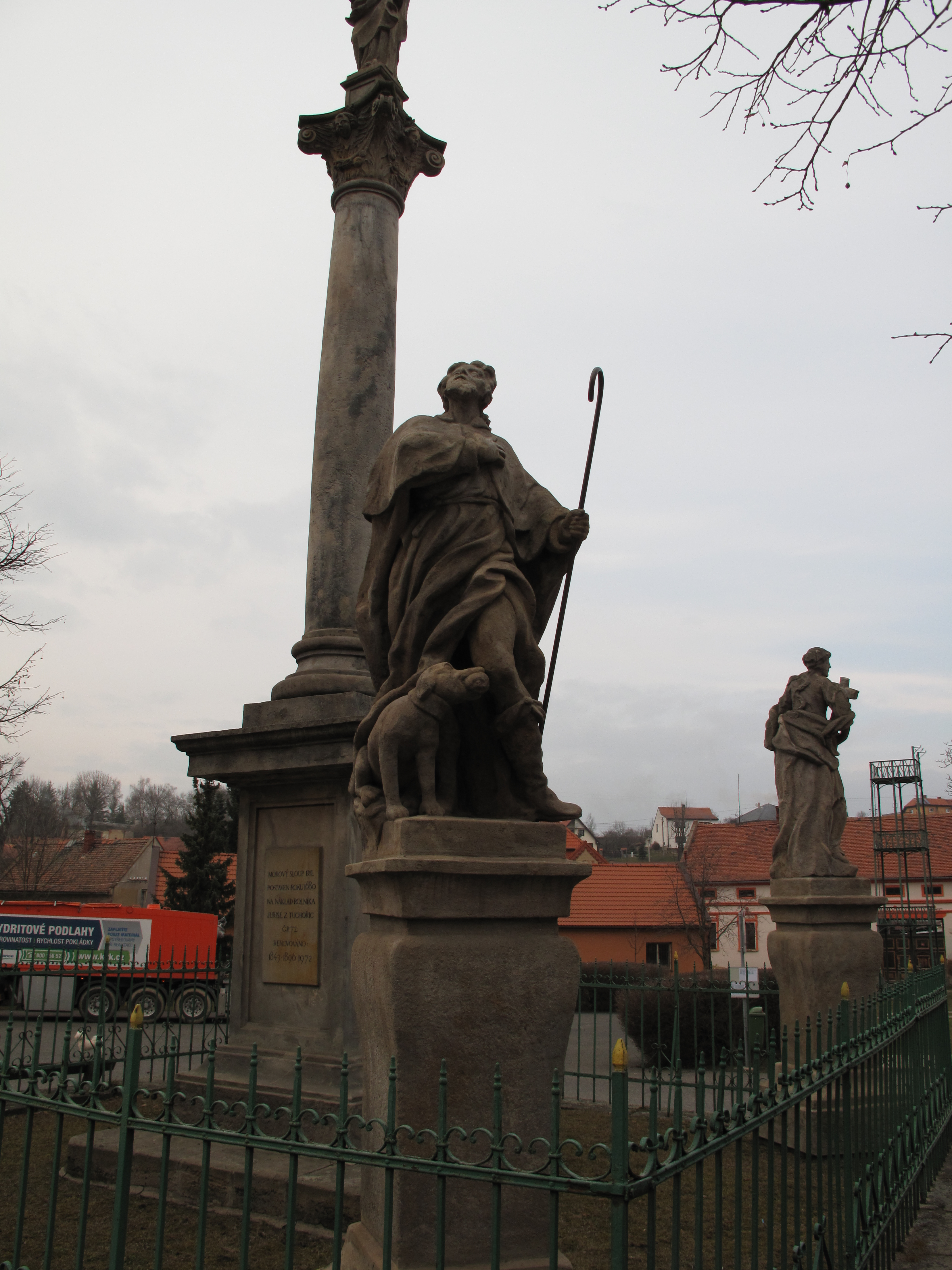
Detail morového sloupu v Tuchořicích
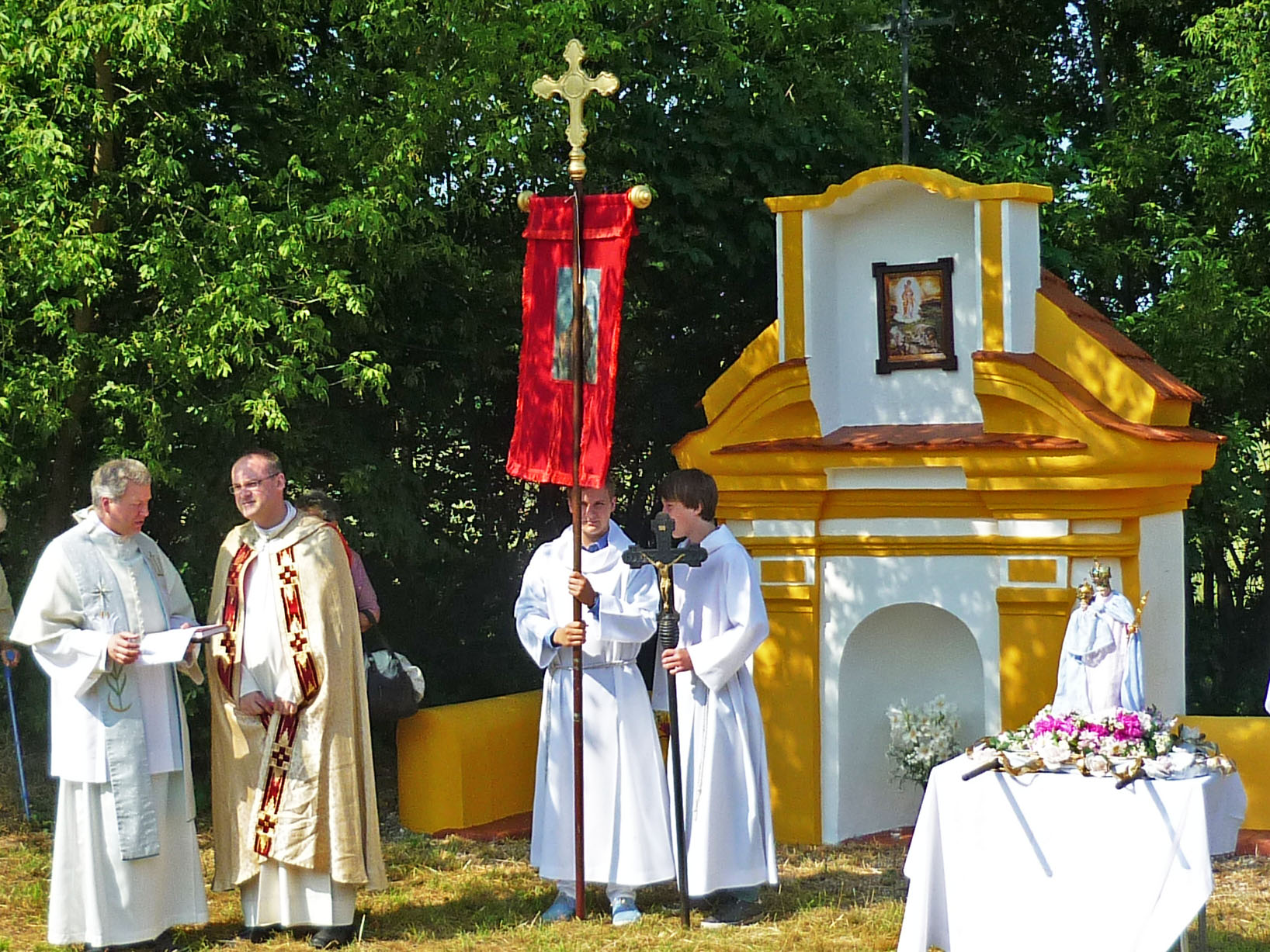
Pout´ v Liběšicích